# 산화력
산화력(oxidizing power)이란 자신은 환원되면서 상대방을 산화시키려는 힘을 말한다. 강한 산화제는 산화력이 크다.
예를 들어, F2, Cl2, Br2, I2 같이 17족 원소는 원자가 전자가 7개라서 산화력이 강하기 때문에 전자 1개를 얻어 -1가 음이온이 되려는 성질이 강하다.

## 같이 보기
- 산화